# Сукупна пропозиція
Суку́пна пропози́ція (AS — від англ. aggregate supply – сукупна пропозиція) — загальна кількість товарів і послуг, яка може бути вироблена і запропонована до продажу згідно з рівнем цін, що склався. Сукупна пропозиція дорівнює реальному валовому внутрішньому продукту. Вона залежить від рівня цін, виробничих потужностей економіки і рівня витрат.

## Фактори, що впливають на рівень сукупної пропозиції

### Ціни
Залежність між сукупною пропозицією і рівнем цін — пряма: зі зростанням цін зростає і пропозиція. Це означає, що на макрорівні зберігається закономірність між ринковою ціною і пропозицією товару, що існує на рівні мікроекономіки. Згідно з цим законом, поведінка виробника на ринку буде визначатися очікуваним рівнем прибутковості від його діяльності. При високому рівні цін виробник буде зацікавлений збільшувати виробництво товарів і послуг і пропозицію для їх продажу. При низькому рівні цін виробник скорочує виробництво і пропозицію товарів.

### Ресурси
У випадку підвищення цін на ресурси при інших рівних умовах відбувається збільшення витрат на одиницю продукції і, внаслідок цього, скорочення сукупної пропозиції. І, навпаки, при зниженні витрат маємо протилежний результат. В свою чергу, зміна цін на ресурси залежить віднаявності внутрішніх ресурсів (землі, капіталу, трудових ресурсів, підприємницьких здібностей), цін на імпортні ресурси і панування на ринку. Подорожчання виробничих ресурсів приводить до зростання витрат і, отже, до зменшення сукупної пропозиції, і навпаки, здешевлення — до зниження витрат і збільшення сукупної пропозиції.

### Продуктивність виробництва
Зміни в продуктивності — це зміни обсягів виробництва на одиницю витрат. Якщо відбувається зростання продуктивності, то, при наявному обсязі ресурсів або витрат, можна отримати більший реальний обсяг національного продукту. Якщо відбувається зменшення продуктивності, то зростають витрати на одиницю продукції,

### Законодавство
Зміни правових норм також спричиняють збільшення або зменшення обсягів пропозиції, зміну витрат на одиницю продукції. В структурі змін правових норм вирізняють зміни податків і субсидій і зміни характеру державного регулювання. При збільшенні податків з підприємств (податок з обороту, акцизні збори, податок на соціальне забезпечення тощо) можуть збільшуватись витрати на одиницю продукції, і це скоротить сукупну пропозицію. Субсидії бізнесу зменшують витрати виробництва і збільшують сукупну пропозицію.
Державне регулювання також розглядається як важливий чинник впливу на витрати виробництва і сукупну пропозицію. Посилення державного регулювання, зазвичай, збільшує витрати виробництва на одиницю продукції. І, навпаки, за рахунок дерегуляції можна збільшити ефективність, зменшити обсяг канцелярської роботи.